# 글로리아 마카파갈 아로요
글로리아 마카파갈 아로요(타갈로그어: Gloria Macapagal Arroyo, 문화어: 글로리아 마카파갈 아로요, 1947년 4월 5일~)는 필리핀의 정치인, 경제학자, 언론인이다. 필리핀 제14대 대통령이었다.
1998년 필리핀 제12대 부통령에 당선되었고, 2001년 제2차 EDSA 혁명으로 조셉 에스트라다 대통령이 축출되어 대통령직을 승계하였다. 대통령 재직 중인 2003년과 2006년-2007년에는 국방부 장관직을 겸임하기도 했다. 에스트라다 정권을 몰락시켜 좋은 인물이라 평가받았다.
본명은 '마리아 글로리아 마카레그 마카파갈'(Maria Gloria Macareg Macapagal)이고, 필리핀 제9대 대통령 디오스다도 마카파갈의 딸이다.

## 생애

### 어린 시절
글로리아 마카파갈 아로요는 1947년 마닐라의 산후안에서 태어났다. 모친은 의사로 활동하였고, 부친 디오스다도 마카파갈은 정치인으로, 1961년부터 1965년 사이에 대통령으로 재직하였다. 부친이 대통령에 재직하면서 필리핀 대통령 관저인 말라카냥궁에서 지냈고, 1964년 미국으로 건너가 조지타운 대학교에서 국제정치학을 공부하였다.
후에 미국 대통령이 되는 빌 클린턴은 조지타운 대학교 동기동창으로 함께 공부했다. 글로리아는 필리핀으로 돌아와, 어섬션 대학교에서 경제학을 전공하였고, 1968년 호세 미겔 아로요와 결혼하였다.

### 대학원 진학과 경제학자 시절
세 자녀를 낳았다. 학문 활동을 이어가 마닐라 아테네오 대학교에서 경제학 석사학위, 필리핀 대학교에서 경제학 박사학위를 취득하였다. 여러 대학교에 출강하였고, 칼럼니스트로도 활동하였다.
경제학자로서 이름을 널리 알렸고 필리핀 제11대 대통령 코라손 아키노와도 친분을 쌓게 되었다. 아키노 정권에 참여하게 되어, 1987년 무역산업부 차관보로 공직에 입문하였다.

### 정치 활동

#### 상원의원과 각료 활동
무역산업부 차관보로서 섬유 무역 확대에 기여한 공적을 인정받아 차관으로 승진하였다. 1992년에는 3년 임기의 상원의원에 당선되어 정계에 진출하였다. 원주민 권리 법안, 성폭력 예방 법안, 수출 진흥 법안 등의 통과에 크게 기여하여 인기를 모았다. 1995년 선거에서는 필리핀 선거사상 최다 득표로 상원의원에 재선되어 국민적 인기를 확인했으며, 그 해 시사주간지 아시아위크에서 아시아의 가장 영향력있는 여성 정치인으로 선정할 정도로 국제적으로도 주목을 받았다.

#### 부통령 재임
1998년에는 피델 라모스 대통령이 이끄는 라카스 기독교 이슬람교 민주당(Lakas-CMD) 소속의 부통령 선거에 출마하여 당선되었다. 글로리아 아로요의 국민 지지율은 대통령 선거에 당선된 다른 정당 소속인 조셉 에스트라다 쪽보다 더 높았다.
부통령으로 재직하면서, 에스트라라 정권의 사회복지장관직을 겸하며, 빈민 구제에 힘쓰고 재해 복구 현장을 찾아다니며 국민과의 소통을 중시하는 한편 경제 개방, 외국인 투자 유치, 세계 무역 기구(WTO) 가입 등의 적극적인 경제 성장 정책을 실시하여 경제 부통령으로 이름을 높였다. 반면, 에스트라다 대통령과는 계속하여 대립하는 모습을 보이는 가운데, 2000년 대통령의 뇌물수수 사건이 일어나자, 그 해 10월 사회복지장관직을 사임하였다.

#### 대통령 재임

##### 대통령직 승계

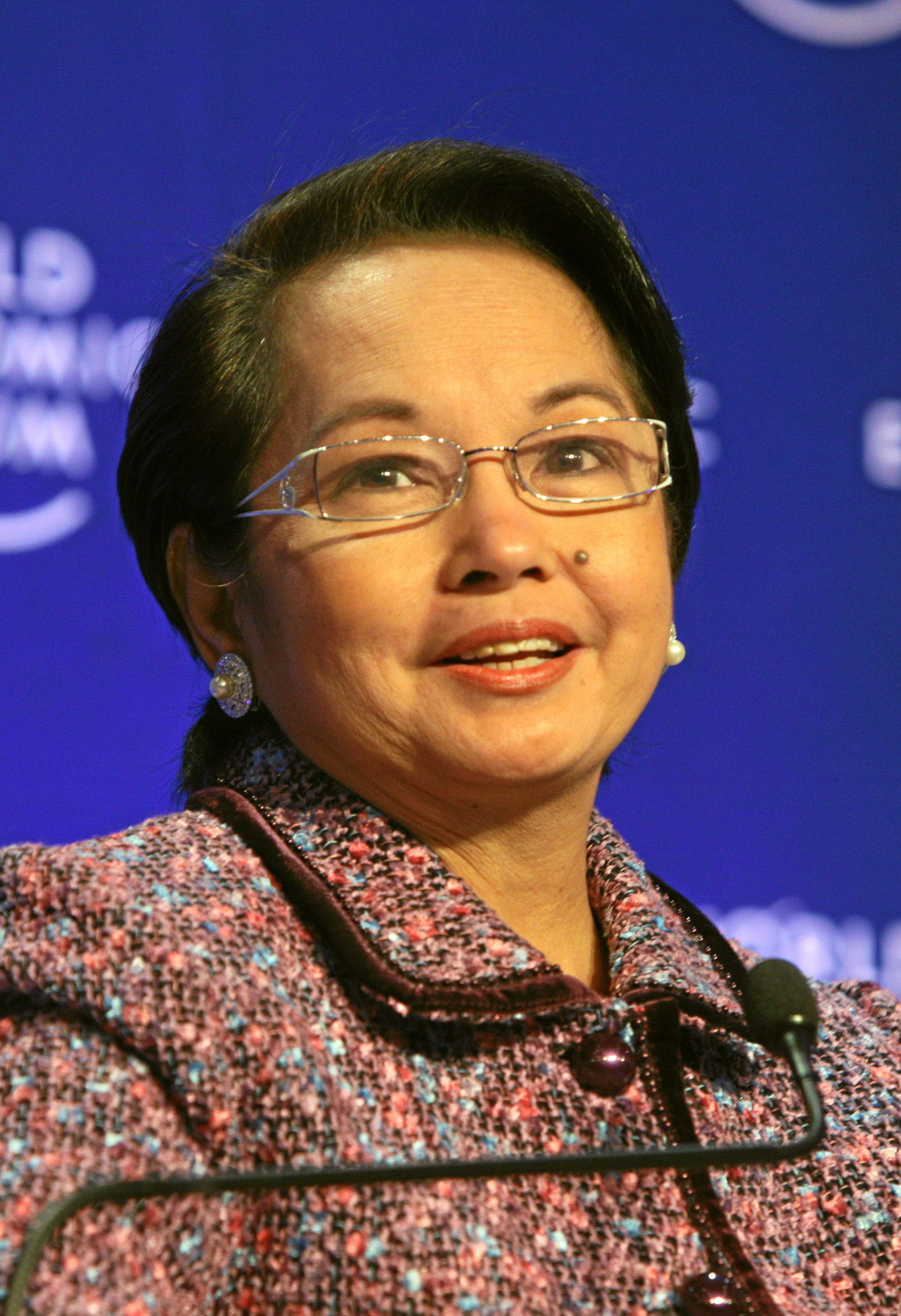
2009년 APEC 경제회의 참석 중

대통령 뇌물수수 사건으로 대통령 사임을 요구하는 시위가 계속되자 이 시위 대열에 합류하였다. 시민들의 요구를 견디지 못한 에스트라다 대통령은 2001년 1월 20일 사임하여 부통령 글로리아 아로요는 대통령직을 물려받았다. 필리핀 역사상 코라손 아키노에 이어 두 번째로 피플파워로 집권한 대통령이며, 또한 코라손 아키노에 이어 두 번째로 집권한 여성대통령이 되었다. 같은 해 5월 에스트라다의 지지자들이 정권을 탈취하는 시도로 잠시 위기를 맞기도 하였으나, 폭넓은 부패방지대책을 마련하고 정치제도 개혁을 내세워 국민의 지지를 받았다.
대통령 재직 중인 2003년 9월 1일부터 2003년 10월 2일까지 국방부 장관직을 겸임하기도 했다. 그 뒤 2006년 11월 30일부터 2007년 2월 1일까지 다시 일시적으로 국방부 장관직을 겸임하였다.

##### 집권 2기
2004년 5월 치러진 선거에서 40% 가량의 득표율로 재선되어, 2010년 6월까지 계속되는 두 번째 임기가 시작되었다. 제2기 재임기간은 고난이 계속되었다. 여러 차례 쿠데타 의혹에 시달렸으며, 2006년 2월에는 국가 비상 사태를 선포하였다. 남편 호세 미겔 아로요는 부패에 연루되어, 잠시 외국으로 망명하기도 했다. 2004년 선거에 부정이 개입되었다고 주장한 야당은 2005년 이후 매년 한 차례씩 의회에 탄핵안을 제출하였고, 과거에 지지했던 정치인들까지 등을 돌렸다.
2007년 5월 중간선거에서는 승리하여 일단 위기는 넘겼으나, 반대의 목소리는 계속 이어졌다. 2008년 10월, 야당은 인권 위반, 2004년 대선 조작, 뇌물 수수 등의 혐의로 또다시 탄핵안을 제출했으나, 여당 의원들의 반대로 탄핵안은 통과되지 못했다. 2009년 말에는 남부 민다나오섬에서 일어난 정치적 테러 사건과 관련하여 다시 어려움을 겪었다. 2010년 5월, 대통령 신분을 보유한 채로 총선에 출마하여 하원의원에 당선되었다.

#### 대통령 퇴임 이후
6월 30일 대통령 임기 종료와 함께 퇴임하였다. 하지만 하원의원으로는 계속 재직하였다.

## 저서
- Beat the Odds (2010)

## 역대 선거 결과
| 선거명      | 직책명                     | 대수 | 정당                          | 득표율 | 득표수       | 결과 | 당락                 |
| ----------- | -------------------------- | ---- | ----------------------------- | ------ | ------------ | ---- | -------------------- |
| 1998년 선거 | 필리핀 부통령              | 10대 | 라카스 기독교 이슬람교 민주당 | 49.56% | 12,667,252표 | 1위  |                      |
| 2004년 선거 | 필리핀 대통령              | 14대 | 라카스 기독교 이슬람교 민주당 | 39.99% | 12,905,808표 | 1위  |                      |
| 2010년 선거 | 하원의원(팜팡가 제2선거구) | 15대 | 라카스 기독교 이슬람교 민주당 | 84.23% | 169,109표    | 1위  | 팜팡가 하원의원 당선 |
| 2013년 선거 | 하원의원(팜팡가 제2선거구) | 16대 | 라카스 기독교 이슬람교 민주당 | 78.24% | 149,344표    | 1위  | 팜팡가 하원의원 당선 |
| 2016년 선거 | 하원의원(팜팡가 제2선거구) | 17대 | 라카스 기독교 이슬람교 민주당 | -%     | 190,631표    | 1위  | 팜팡가 하원의원 당선 |

## 같이 보기
- 코라손 아키노
- 디오스다도 마카파갈
- 조셉 에스트라다
- 이멜다 마르코스